# Dimitrie August Laurian
Dimitrie August Laurian (n. 1846, București – d. 25 octombrie 1906, București) a fost un ziarist și critic literar român, membru corespondent al Academiei Române.

## Biografie
Este fiul lui August Treboniu Laurian. A absolvit, în 1868, Facultatea de Litere și Filosofie din București, publicându-și teza intitulată Metodul de care debe să ne servim în determinarea facultăților sufletului și divizarea lor. Studiază apoi filosofia la Paris și Bruxelles, unde își susține și doctoratul. Din 1871, devine profesor la câteva licee din București, predând filosofia și latina. A tradus din Vergiliu, Horațiu și Cicero. Va ocupa apoi diverse funcții în Ministerul Cultelor și Instrucțiunii, participând la pregătirea reformei învățământului românesc din 1898. Între anii 1888 și 1895 a fost deputat și senator.

## Activitate jurnalistică
De la 15 februarie 1872, împreună cu Șt. C. Michăilescu, întemeiază și conduce revista „Tranzacțiuni literare și științifice”, care va fuziona peste un an cu „Revista contimporană”. Va publica, în aceste reviste, mai multe cronici literare și articole. Lui Anton Pann, de exemplu, îi va dedica în 1872 articolul Un cântăreț uitat. Din mai 1877, scoate ziarul „România liberă”, una dintre cele mai bune publicații ale vremii. Din 1884, ziarul devine oficios al grupării politice junimiste, iar din 1889 va fuziona cu „Epoca” și își va schimba numele în „Constituționalul”. A desfășurat, la toate aceste ziare, o bogată activitate jurnalistică, susținând numeroase polemici.

## Afilieri
- Președinte al Societății Presei
- Membru corespondent al Academiei Române (din 1887)